# New York Liberty
Le New York Liberty sono una delle dodici squadre di pallacanestro che militano nella WNBA (Women's National Basketball Association), il campionato professionistico femminile degli Stati Uniti d'America. La franchigia è stata fondata nel 1997 ed è una delle otto franchigie originali della lega. La squadra è di proprietà di Joe Tsai, il proprietario di maggioranza dei Brooklyn Nets. Le partite in casa della squadra si giocano al Barclays Center.
Le Liberty si sono qualificate per i playoff WNBA in quindici dei suoi ventiquattro anni. La franchigia ha ospitato molte giocatrici famose come Teresa Weatherspoon, Rebecca Lobo, Becky Hammon, Leilani Mitchell, Essence Carson, Cappie Pondexter, Tina Charles, e la prima scelta assoluta del Draft Sabrina Ionescu. Le Liberty hanno conquistato tre campionati di conference e hanno giocato le WNBA Finals cinque volte, cadendo contro le Houston Comets nel 1997, 1999 e 2000,  perdendo nuovamente contro le Los Angeles Sparks nel 2002, e vincendo contro le Minnesota Lynx nel 2024, conquistando così il primo titolo della loro storia.

## Storia della franchigia
Prima della stagione inaugurale della squadra, per evitare una potenziale violazione del marchio, la squadra acquistò i marchi della defunta Liberty Basketball Association.
Quando la WNBA aprì le danze per la prima stagione nel 1997, le Liberty furono una delle prime squadre a scegliere una giocatrice, e firmarono un contratto con la superstar del college Rebecca Lobo (UConn). Lobo fu titolare per due stagioni, ma si infortunò nel 1999. I suoi infortuni alla fine la portarono al ritiro diverse stagioni dopo. La point guard Teresa Weatherspoon emerse come una stella, e le Liberty arrivarono al campionato del 1997, dove la squadra perse contro le Houston Comets. Nel 1999, aggiunsero Crystal Robinson con la sesta scelta assoluta e tornarono alle finali WNBA, dove affrontarono nuovamente le Comets. In gara 2, il tiro da metà campo di Teresa Weatherspoon sulla sirena diede alle Liberty la vittoria di un punto che pareggiò la serie (1-1). Tuttavia, le Liberty persero la terza partita della serie e i Comets divennero campioni per la terza volta consecutiva.
Nel 2000, le Liberty scambiarono per Tari Phillips che sbocciò a New York e fece quattro squadre All-Star consecutive. Nel 2001, Weatherspoon divenne la leader di tutti i tempi degli assist della WNBA. In squadra con Robinson, Phillips e un'emergente Sue Wicks, che una volta era un backup di Lobo in avanti ma fece l'All-Star game del 2000, Weatherspoon e le Liberty tornarono successivamente alle finali nel 2000 e nel 2002, ma persero ancora una volta rispettivamente contro le Comets e le Los Angeles Sparks. Le Liberty avanzarono anche alle finali della WNBA Eastern Conference nel 2001.
La stagione 2003 segnò una transizione per le Liberty e con la carriera WNBA del leader della squadra Teresa Weatherspoon che stava finendo, la favorita dai fan Becky Hammon emerse come la punta di diamante della franchigia. 
La stagione 2004 vide la Hammon sostituire la Weatherspoon come playmaker titolare della squadra.
Con la leader della squadra Tari Phillips che aveva firmato per gli Houston Comets, Ann Wauters è emersa con forza nella posizione di centro titolare della squadra nel 2005. Tuttavia, però si è infortunata a metà della stagione. La perdita della Wauters si fece sentire quando la squadra fu spazzata due partite a zero dalle Indiana Fever nel primo turno dei playoff.
Le Liberty ebbero una pessima stagione nel 2006, vincendo solo 11 partite, la peggiore nella storia della franchigia.
All'inizio della stagione WNBA 2007, la squadra scambiò Becky Hammon alle San Antonio Silver Stars per Jessica Davenport, una scelta del primo turno nel 2007 WNBA Draft. Acquisirono anche il centro Janel McCarville attraverso il dispersal draft associato allo scioglimento delle Charlotte Sting. Le Liberty, nella stagione 2007 iniziarono 5-0, poi persero 7 partite consecutive, poi si ripresero alla fine della stagione per ottenere l'ultimo posto nei playoff vincendo 3 delle ultime 4 partite, battendo le Washington Mystics al tie break del record testa a testa. Nelle semifinali della Eastern Conference, le Liberty, come enormi sfavorite, affrontarono le Detroit Shock, campionesse in carica, in una serie al meglio delle tre. Le Liberty hanno sconfitto le Shock vincendo gara 1 a New York. In gara 2 e 3 le Liberty persero entrambe le partite contro gli Shock a Detroit, rispettivamente 76-73 e 71-70 (OT).
Nel 2008, le Liberty hanno draftato l'ex guardia tiratrice di Rutgers Essence Carson e l'ex attaccante di North Carolina Erlana Larkins, e hanno firmato l'ex playmaker di Utah Leilani Mitchell durante la preseason. Pur avendo l'età media più giovane di qualsiasi squadra WNBA, le Liberty sono riuscite a vincere 19 partite di stagione regolare nel 2008, a sconfiggere le Connecticut Sun nel primo turno di playoff e ad arrivare a due punti dalla sconfitta delle Detroit Shock nella terza e ultima partita delle finali della Eastern Conference. Ancora una volta, la serie di Detroit ha comportato una vittoria delle Liberty in casa in gara 1, seguita da sconfitte strette in trasferta nelle partite 2 e 3. La stagione 2008 fu caratterizzata anche dal "Liberty Outdoor Classic", la prima partita di basket professionistico di stagione regolare ad essere giocata all'aperto, il 19 luglio all'Arthur Ashe Stadium dell'USTA Billie Jean King National Tennis Center. Le Indiana Fever sconfissero le Liberty nell'Outdoor Classic.
Nel Draft WNBA 2009, le Liberty hanno selezionato Kia Vaughn da Rutgers. Con un solido gruppo di base, le Liberty sembravano essere ancora una volta un contendente nell'Est.
Nella stagione 2009, tuttavia, non hanno mai dimostrato di essere una contendente e la squadra ha licenziato il capo allenatore Pat Coyle. Per sostituire Coyle, la Liberty ha assunto l'allora assistente allenatore Anne Donovan ad interim. Nonostante il cambio di allenatore, la franchigia ha continuato a lottare, finendo 13-21, il loro secondo peggior record nella storia della franchigia.
Le New York Liberty hanno fatto meglio nel 2010, durante la prima e unica stagione completa di Donovan come capo allenatore. Guidata dal nuovo high scorer Cappie Pondexter (ex Phoenix Mercury) e dalla vincitrice del Most Improved Player Award 2010 Leilani Mitchell, la squadra arrivò fino alle finali della Eastern Conference, dove perse contro le Atlanta Dream.
La squadra aveva grandi speranze per il 2011, dopo l'assunzione dell'ex campione WNBA capo allenatore John Whisenant. Janel McCarville non ha segnalato al campo di addestramento, cercando tempo con la sua famiglia, e come tale, è stato sospeso per tutta la durata della stagione 2011. Questo ha causato divisione e discordia all'interno della fanbase delle New York Liberty. Kia Vaughn è stata inaspettatamente spinta nel ruolo di centro titolare.
Le Liberty erano originariamente programmate per essere spostate dal loro solito campo da gioco a causa dei lavori di ristrutturazione al Madison Square Garden previsti per il 2009. Tuttavia, i piani di ristrutturazione sono stati ritardati, e le Liberty hanno giocato al Garden nel 2009 e nel 2010. La Liberty ha finito per giocare nel Prudential Center di Newark, New Jersey per le loro stagioni 2011, 2012 e 2013 mentre i lavori di ristrutturazione erano in corso.
Pondexter e Plenette Pierson, insieme al miglioramento del gioco di Vaughn, hanno permesso a New York di essere competitiva all'inizio della stagione 2011. La squadra andò alla pausa All-Star al terzo posto nella Eastern Conference. In agosto, Sidney Spencer è stato scambiato con i Phoenix Mercury in cambio di Kara Braxton. Mantenendo uno standard di gioco abbastanza uniforme, le Liberty si fecero strada nei WNBA Playoffs. Tuttavia, le Liberty caddero contro le Indiana Fever nelle semifinali della Eastern Conference.
Il 5 maggio 2015, le Liberty assunsero Thomas come presidente della squadra supervisionando tutte le operazioni commerciali e cestistiche della franchigia. Sotto la leadership di Thomas come presidente della squadra e il coaching staff guidato da Bill Laimbeer come capo allenatore, le Liberty finirono prime nella Eastern Conference durante la stagione 2015.
Il 2 agosto 2015, durante l'intervallo della partita contro le Seattle Storm, le New York Liberty introdussero la leggenda WNBA Becky Hammon nel Ring of Honor delle Liberty. Thomas ha presentato Hammon con il suo anello durante la cerimonia di induzione al Madison Square Garden. Hammon, ex playmaker delle New York Liberty, è attualmente un assistente allenatore NBA per i San Antonio Spurs.
Dopo essersi qualificate per i WNBA Playoffs 2016, le Liberty persero contro le Phoenix Mercury al secondo turno.
Nel novembre 2017, la Madison Square Garden Company e James L. Dolan annunciarono che stavano attivamente cercando di vendere la franchigia. Dopo non aver trovato immediatamente un acquirente, MSG trasferì la maggior parte delle partite casalinghe del 2018 delle Liberty al Westchester County Center nella vicina White Plains, New York, la casa della squadra di NBA G League di MSG, i Westchester Knicks, pur continuando a perseguire una vendita.
Il 23 gennaio 2019, le Liberty furono vendute a Joseph Tsai, cofondatore dell'Alibaba Group, una società internet cinese, che allora possedeva il 49% dei Brooklyn Nets della NBA. Durante la stagione 2019, le Liberty giocarono due partite a Brooklyn in casa dei Nets al Barclays Center, mentre il resto rimase a White Plains. Più tardi quell'anno, Tsai divenne l'unico proprietario dei Nets e del Barclays Center. 
Per la stagione 2020, Tsai trasferì le Liberty a Brooklyn a tempo pieno.
Le Liberty furono protagoniste del draft WNBA del 2020, entrando in quel draft con tre scelte del primo turno più due all'inizio del secondo turno. Poco prima del draft, scambiarono l'ex MVP della lega Tina Charles con le Washington Mystics in un accordo che coinvolse anche le Dallas Wings. Scelsero Sabrina Ionescu come prima scelta, con Megan Walker e Jazmine Jones selezionate successivamente in quel round. La squadra introdusse anche un nuovo logo, con una versione semplificata del loro marchio della Statua della Libertà. Il colore nero fu anche reso uno dei colori primari, riecheggiando l'estetica della loro squadra fratello NBA, i Brooklyn Nets.
Le Liberty iniziarono la stagione 2020, tenuta in una "bolla" a Bradenton, in Florida, a causa della pandemia di COVID-19, con sette esordienti nel roster della serata inaugurale. La squadra subì un duro colpo nella terza partita, in cui Ionescu subì una grave distorsione alla caviglia che alla fine pose fine alla sua stagione. Le Liberty terminarono la stagione con un record negativo di 2-20 nella lega. Nonostante la mancanza di vittorie, una delle giocatrici del primo anno, la 12ª scelta assoluta Jazmine Jones, fu nominata nelle squadre All-Rookie dell'Associated Press e della WNBA. 
Le Liberty fecero grandi modifiche durante l'offseason del 2021. Prima della sua prima stagione come inquiline a tempo pieno del Barclays Center, la franchigia aggiunse le campionesse WNBA Natasha Howard e Sami Whitcomb in una trade multi-squadra che mandò Kia Nurse e Megan Walker ai Phoenix Mercury e firmarono Betnijah Laney, vincitrice del Most Improved Player Award 2020 della lega. La squadra aggiunse poi Michaela Onyenwere e DiDi Richards nel Draft WNBA 2021. Laney avrebbe rappresentato le Liberty al WNBA All-Star Game 2021 mentre Onyenwere vinse l'Associated Press' Rookie of the Year Award. New York ha finito l'anno con un record di 12-20 ma il miglioramento di 10 partite nella colonna delle vittorie è stato sufficiente per spingere la squadra nei WNBA Playoffs per la prima volta dal 2017. Inserite all'ottavo posto, le Liberty fecero un valoroso sforzo contro la n. 5 Phoenix all'esordio ma caddero con un 83-82 finale.
Il 6 dicembre 2021, le Liberty e il capo allenatore Walt Hopkins Jr. si separarono.
La squadra avrebbe assunto l'ex capo allenatore di Phoenix Sandy Brondello al suo posto poco più di un mese dopo, il 7 gennaio 2022.

## Record stagione per stagione
| Disputa Playoff | Campione di Conference | Campione WNBA |

| Stagione         | V   | P   | %    | Playoff                                                                              | Risultato                                                                |
| ---------------- | --- | --- | ---- | ------------------------------------------------------------------------------------ | ------------------------------------------------------------------------ |
| New York Liberty |     |     |      |                                                                                      |                                                                          |
| 1997             | 17  | 11  | 60,7 | Vince le semifinali WNBA Perde le WNBA Finals                                        | New York 1, Phoenix 0 New York 0, Houston 1                              |
| 1998             | 18  | 12  | 60,0 |                                                                                      |                                                                          |
| 1999             | 18  | 14  | 56,3 | Vince le finali di conference Perde le WNBA Finals                                   | New York 2, Charlotte 1 New York 1, Houston 2                            |
| 2000             | 20  | 12  | 62,5 | Vince le semifinali di conference Vince le finali di conference Perde le WNBA Finals | New York 2, Washington 0 New York 2, Cleveland 1 New York 0, Houston 2   |
| 2001             | 21  | 11  | 65,6 | Vince le semifinali di Conference Perde le finali di conference                      | New York 2, Miami 1 New York 1, Charlotte 2                              |
| 2002             | 18  | 14  | 56,3 | Vince le semifinali di conference Vince le finali di conference Perde le WNBA Finals | New York 2, Indiana 1 New York 2, Washington 1 New York 0, Los Angeles 2 |
| 2003             | 16  | 18  | 47,1 |                                                                                      |                                                                          |
| 2004             | 18  | 16  | 52,9 | Vince le semifinali di Conference Perde le finali di conference                      | New York 2, Detroit Shock 1 New York 0, Connecticut Sun 2                |
| 2005             | 18  | 16  | 52,9 | Perde le semifinali di Conference                                                    | New York 0, Indiana 2                                                    |
| 2006             | 11  | 23  | 32,4 |                                                                                      |                                                                          |
| 2007             | 16  | 18  | 47,1 | Perde le semifinali di Conference                                                    | New York 1, Detroit 2                                                    |
| 2008             | 19  | 15  | 55,9 | Vince le semifinali di Conference Perde le finali di Conference                      | New York 2, Connecticut 1 New York 1, Detroit 2                          |
| 2009             | 13  | 21  | 38,2 |                                                                                      |                                                                          |
| 2010             | 22  | 12  | 64,7 | Vince le semifinali di Conference Perde le finali di Conference                      | New York 2, Indiana 1 New York 0, Atlanta 2                              |
| 2011             | 19  | 15  | 55,9 | Perde le semifinali di Conference                                                    | New York 1, Indiana 2                                                    |
| 2012             | 15  | 19  | 44,1 | Perde le semifinali di Conference                                                    | New York 0, Connecticut 2                                                |
| 2013             | 11  | 23  | 32,4 |                                                                                      |                                                                          |
| 2014             | 15  | 19  | 44,1 |                                                                                      |                                                                          |
| 2015             | 23  | 11  | 67,6 | Vince le semifinali di Conference Perde le finali di Conference                      | New York 2, Washington 1 New York 1, Indiana 2                           |
| 2016             | 21  | 13  | 61,8 | Perde il Secondo Turno                                                               | New York 0, Phoenix 1                                                    |
| 2017             | 22  | 12  | 64,7 | Perde il Secondo Turno                                                               | New York 0, Washington 2                                                 |
| 2018             | 7   | 27  | 20,6 |                                                                                      |                                                                          |
| 2019             | 10  | 24  | 61,8 |                                                                                      |                                                                          |
| 2020             | 2   | 20  | 9,1  |                                                                                      |                                                                          |
| 2021             | 12  | 20  | 37,5 | Perde il Primo Turno                                                                 | New York 0, Phoenix 1                                                    |
| Totale           | 402 | 416 | 49,1 |                                                                                      |                                                                          |
| Play-off         | 27  | 37  | 42,2 | 0 Titoli WNBA 2 Titoli di Conference                                                 | 0 Titoli WNBA 2 Titoli di Conference                                     |

## Squadra attuale
| \| Pos. \| Num. \| Naz. \| Nome \| Altezza \| Peso \| Data nascita \| Provenienza \| \| ----- \| ---- \| ---- \| -------------------- \| ------- \| ------ \| ------------ \| ------------- \| \| G \| 9 \| \| Allen, Rebecca \| 189 cm \| 73 kg \| 6-11-1992 \| Australia \| \| G \| 3 \| \| Dangerfield, Crystal \| 165 cm \| 59 kg \| 11-05-1998 \| Connecticut \| \| C \| 31 \| \| Dolson, Stefanie \| 198 cm \| 107 kg \| 08-01-1992 \| Connecticut \| \| AP/AG \| 6 \| \| Howard, Natasha \| 189 cm \| 75 kg \| 02-09-1991 \| Florida State \| \| G \| 20 \| \| Ionescu, Sabrina \| 180 cm \| 75 kg \| 06-12-1997 \| Oregon \| \| G \| 23 \| \| Johannès, Marine \| 180 cm \| 64 kg \| 21-05-1995 \| Francia \| \| G/AP \| 44 \| \| Laney, Betnijah \| 183 cm \| 75 kg \| 29-10-1993 \| Rutgers \| \| AP/AG \| 12 \| \| Onyenwere, Michaela \| 180 cm \| 81 kg \| 10-08-1999 \| UCLA \| \| G/AP \| 2 \| \| Richards, DiDi \| 189 cm \| 74 kg \| 08-02-1999 \| Baylor \| \| G \| 32 \| \| Whitcomb, Sami \| 155 cm \| 66 kg \| 20-07-1988 \| Washington \| \| G/AP \| 13 \| \| Willoughby, Jocelyn \| 183 cm \| 82 kg \| 25-03-1998 \| Virginia \| \| C \| 21 \| \| Xu, Han \| 210 cm \| 88 kg \| 31-10-1999 \| Cina \| | Allenatore - Sandy Brondello Assistente/i - Olaf Lange - Roneeka Hodges - Zach O'Brien Legenda - (C) Capitano - (FA) Free agent - (S) Sospeso - (TW) Contratto Two-way - Infortunato Roster · Ultima transazione: 7 gennaio 2023 |                                             |                      |         |        |              |               |
| Pos. | Num. | Naz.                                        | Nome                 | Altezza | Peso   | Data nascita | Provenienza   |
| G | 9 | Australia (bandiera)                        | Allen, Rebecca       | 189 cm  | 73 kg  | 6-11-1992    | Australia     |
| G | 3 | Stati Uniti (bandiera)                      | Dangerfield, Crystal | 165 cm  | 59 kg  | 11-05-1998   | Connecticut   |
| C | 31 | Stati Uniti (bandiera)                      | Dolson, Stefanie     | 198 cm  | 107 kg | 08-01-1992   | Connecticut   |
| AP/AG | 6 | Stati Uniti (bandiera)                      | Howard, Natasha      | 189 cm  | 75 kg  | 02-09-1991   | Florida State |
| G | 20 | Stati Uniti (bandiera)                      | Ionescu, Sabrina     | 180 cm  | 75 kg  | 06-12-1997   | Oregon        |
| G | 23 | Francia (bandiera)                          | Johannès, Marine     | 180 cm  | 64 kg  | 21-05-1995   | Francia       |
| G/AP | 44 | Stati Uniti (bandiera)                      | Laney, Betnijah      | 183 cm  | 75 kg  | 29-10-1993   | Rutgers       |
| AP/AG | 12 | Stati Uniti (bandiera) · Nigeria (bandiera) | Onyenwere, Michaela  | 180 cm  | 81 kg  | 10-08-1999   | UCLA          |
| G/AP | 2 | Stati Uniti (bandiera)                      | Richards, DiDi       | 189 cm  | 74 kg  | 08-02-1999   | Baylor        |
| G | 32 | Australia (bandiera)                        | Whitcomb, Sami       | 155 cm  | 66 kg  | 20-07-1988   | Washington    |
| G/AP | 13 | Australia (bandiera)                        | Willoughby, Jocelyn  | 183 cm  | 82 kg  | 25-03-1998   | Virginia      |
| C | 21 | Cina (bandiera)                             | Xu, Han              | 210 cm  | 88 kg  | 31-10-1999   | Cina          |